# 몹 (비디오 게임 용어)
몹(mob)은 모바일(mobile) 또는 모바일 오브젝트(mobile object)의 줄임말로, MMORPG 또는 MUD와 같은 비디오 게임에서 컴퓨터로 제어되는 NPC(Non-Player Character)이다. 상황에 따라 게임의 이러한 모든 캐릭터는 "폭도"로 간주되거나 용어 사용이 적대적인 NPC 및 공격에 취약한 NPC로 제한될 수 있다.
대부분의 최신 그래픽 게임에서 "몹"은 대화에 참여하거나 아이템을 판매하는 NPC 또는 공격할 수 없는 NPC를 제외하고 플레이어가 사냥하고 죽일 것으로 예상되는 일반 괴물 NPC를 구체적으로 지칭하는 데 사용될 수 있다. "네임드 몹"(named mob)은 일반적인 유형("고블린", "시민" 등)으로 언급되지 않고 고유한 이름을 가짐으로써 구별된다. 대부분의 몹은 일반적인 공격이나 이동 프로그래밍 외에는 복잡한 행동을 할 수 없는 몹이다.